# Schemering

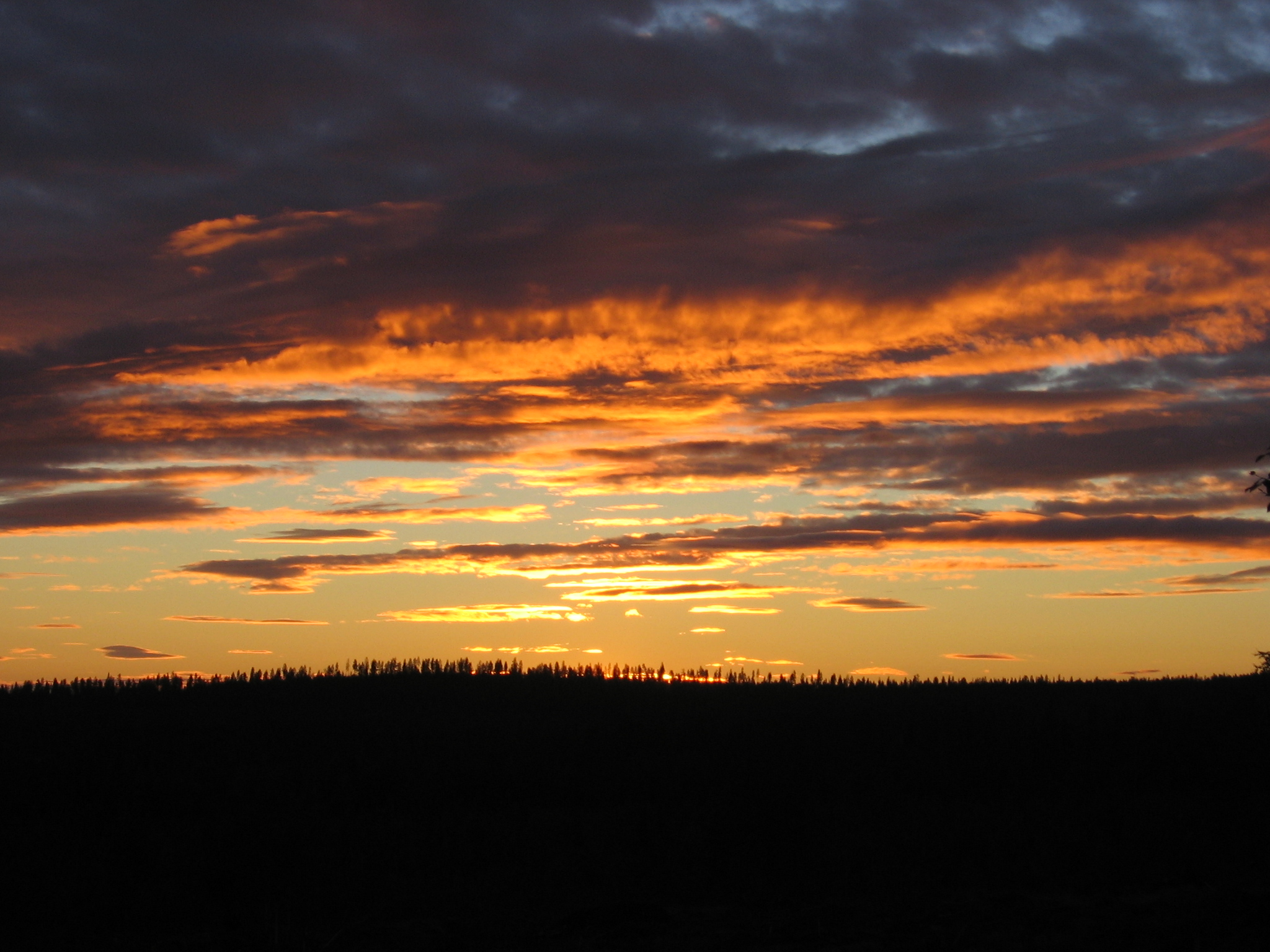
Burgerlijke schemering omstreeks middernacht in juli, in Lapland

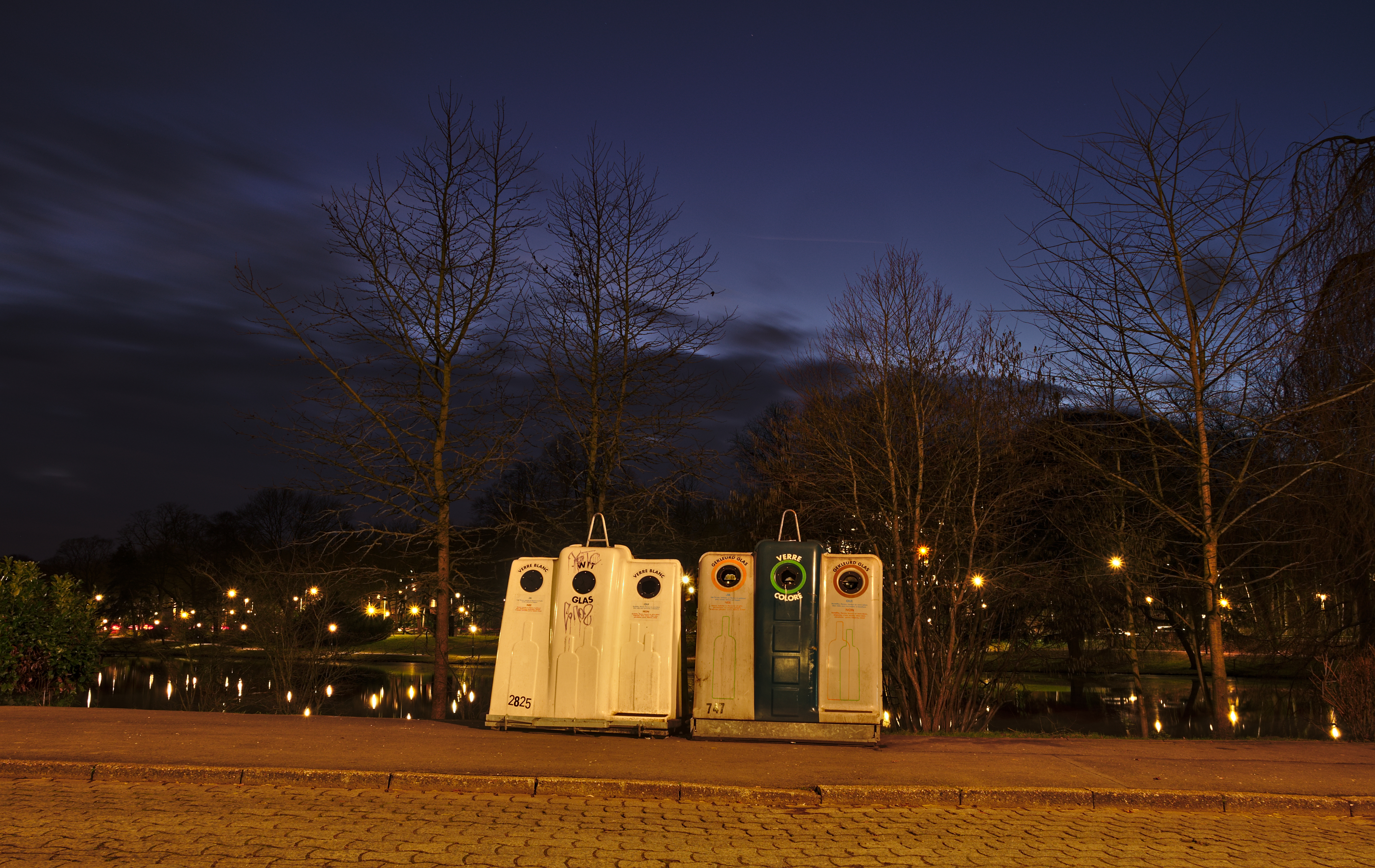
Nautische schemering in Oudergem, België

Schemering boven zee

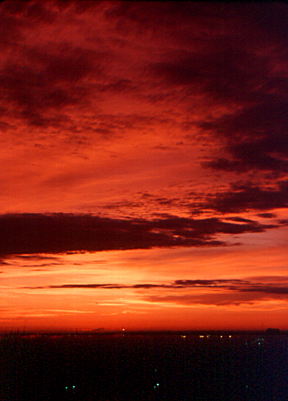
Schemering met rode lucht

Schemering of deemstering is de toestand aan de hemel waarbij de overgang tussen licht (dag) en donker (nacht) plaatsvindt. Dit gebeurt zowel voorafgaand aan zonsopkomst bij dageraad (ochtendgloren) als bij avondschemering (valavond) volgend op  zonsondergang. Tijdens de schemering is de hemel dus enigszins verlicht, terwijl de zon zich onder de horizon bevindt.

## Gradaties
Er worden in het algemeen drie hoofdgradaties van schemering onderscheiden:
- de burgerlijke of civiele schemering, als het middelpunt van de zon minder dan 6° onder de horizon staat
- de zeevaartkundige of nautische schemering, als het middelpunt van de zon 6° tot 12° onder de horizon staat. Nautische schemeringen brengen in juni en juli vaak lichtende nachtwolken met zich mee
- de astronomische schemering, als het middelpunt van de zon 12° tot 18° onder de horizon staat. Daardoor is op een zeker moment geen verstrooiing van het zonlicht meer te zien.

Staat de zon meer dan 18° onder de horizon, dan is de hemel volledig donker; dit is de astronomische duisternis. Op breedtes van meer dan ongeveer 48°N staat de zon gedurende een bepaalde periode van het jaar 's nachts zo dicht onder de horizon, dat de astronomische avondschemering na enige tijd meteen weer overgaat in de ochtendschemering; dit komt doordat de zon dan nooit lager dan 18° onder de horizon zakt. De fase van de astronomische duisternis treedt in dit geval dus helemaal niet in.

## Duur van de schemering
Ver ten noorden of ten zuiden van de evenaar beschrijft de zon een andere baan aan de hemel en gaat deze onder een kleinere hoek t.o.v. de horizon onder, waardoor de schemering langer duurt. De schemering duurt daardoor dus langer op hogere breedtegraden. In landen als Spanje of Italië duurt de schemering daardoor bijvoorbeeld aanzienlijk korter dan in verder van de evenaar gelegen landen als Nederland en België. Het wordt zodoende in landen dichter bij de evenaar 's avonds na zonsondergang veel sneller donker. De schemering duurt het kortst aan de evenaar, doordat de zon hier recht omlaag onder de horizon verdwijnt. Ook binnen landsgrenzen zijn er verschillen; zo duurt de burgerlijke schemering rond de langste dag op Rottum 5 minuten langer dan in Maastricht, en in Essen 4 minuten langer dan in Virton.

## Verlichtingstijden
Met betrekking tot de schemering is een aantal tijden gedefinieerd die de grenzen tussen de verschillende soorten schemering aangeven. Dit is bijvoorbeeld van belang in de zeevaart of bij militaire operaties. De afkortingen zijn, in chronologische volgorde:
BNMS: begin nautische morgenschemering

ENMS: einde nautische morgenschemering

BCMS: begin civiele morgenschemering

ECMS: einde civiele morgenschemering

BCAS: begin civiele avondschemering

ECAS: einde civiele avondschemering

BNAS: begin nautische avondschemering

ENAS: einde nautische avondschemering

DNS: duur nautische schemering

DCS: duur civiele schemering
De ENMS en de BCMS duiden uiteraard hetzelfde tijdstip aan, evenals ECAS en BNAS. ECMS is zonsopkomst en BCAS is zonsondergang. Een schema van bovengenoemde afkortingen met de specifieke tijden voor een aantal data heet een verlichtingstabel.

## Waarneming
Civiele schemering: het menselijk oog is in staat om zonder inspanning gedrukt schrift te lezen. Doelen kunnen worden waargenomen, richten is mogelijk en er zijn weinig of geen belemmeringen voor militaire operaties.
Nautische schemering: omtrekken van objecten die boven de horizon uitsteken kunnen worden waargenomen. De horizon zelf is duidelijk zichtbaar. Bewegende voorwerpen kunnen op circa 300 meter afstand worden waargenomen. Ook navigatiesterren zijn zichtbaar.
Astronomische schemering: visuele waarneming is niet mogelijk. Het verschil tussen de astronomische schemering en volledige duisternis is slechts aan te geven in de waarnemingsmogelijkheid van bepaalde sterren.

## Bewolking

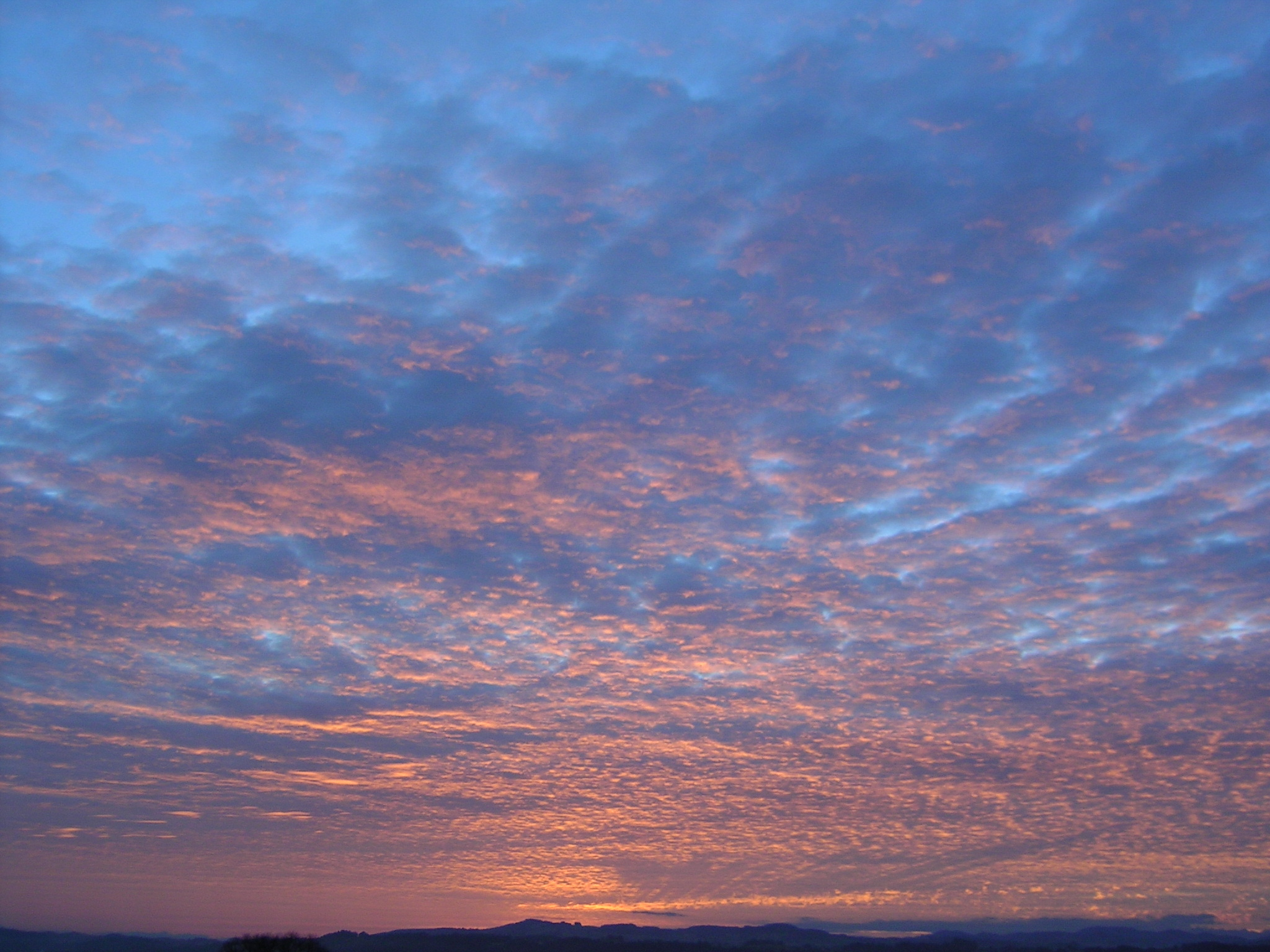
Schemering met altocumulussen

Tijdens de schemering in de vroege ochtend bereikt het zonlicht niet direct het aardoppervlak. Het zonlicht reflecteert tegen hoge wolken. Dat zijn meestal de cirrus-groepen (hoge groep). Als de zon dichter bij de horizon komt worden het vervolgens de alto-groepen (middengroep) en daarna de stratus-groepen (lage groep).
Als eenmaal de zonnestralen de stratusgroepen beschijnen, komt ook de eerste zonnestraal op de Aarde. Bij de zonsopgang zelf wordt ten laatste de stratus-groep beschenen zoals nimbostratus, stratocumulus. Dat komt doordat deze wolken zich vaak laag boven de grond bevinden.
In tegenstelling tot de situatie bij zonsopgang ontstaan bij zonsondergang eerst de stratus-groepen, daarna de alto-groepen en vervolgens de cirrus-groepen, waarna het astronomisch donker is. Tijdens het invallen van de schemering zijn alleen de allerhelderste objecten aan de hemel zichtbaar, zoals de maan die ook overdag zichtbaar kan zijn, en de Avondster ofwel de planeet Venus.
Bij dichte bewolking kan men niet waarnemen dat het zonlicht tegen bewolking reflecteert, omdat het zonlicht dan boven het wolkendek reflecteert. Het is wel zo dat het bij dichte bewolking in de ochtend langzaam lichter wordt en in de avond langzaam weer donkerder.

## Helder
Als het schemering is bij helder weer, verschijnt er vaak eerst een gele gloed. De zon bevindt zich dan net onder de horizon.
Naarmate de zon steeds een grotere hoek maakt, wordt het steeds donkerder. De hemel wordt dan rood tot vermiljoen. Deze verkleuring van de lucht wordt avondrood resp. morgenrood genoemd. Daarna is het bij helder weer al snel ook astronomisch donker. Soms is er een lichtblauwe gloed boven de horizon te zien, als er weinig vocht aanwezig is. Dit verschijnsel komt alleen bij zeer droog weer voor, zoals in de zomer. Dit treedt vooral op als er veel stof aanwezig is, stof verstrooit het zonlicht beter.